# Volkovce
Volkovce este o comună slovacă, aflată în districtul Zlaté Moravce din regiunea Nitra. Localitatea se află la altitudinea de 205 m deasupra n.m., se întinde pe o suprafață de 11,6 km2 și în 2017 număra 1.009 locuitori.

## Istoric
Localitatea Volkovce este atestată documentar din 1209.

## Demografie
| An:                | 1994 | 2004   | 2014   | 2024   |
| ------------------ | ---- | ------ | ------ | ------ |
| Număr de persoane: | 1014 | 1011   | 1020   | 1006   |
| Diferență:         |      | −0,29% | +0,89% | −1,37% |

| An:                | 2023 | 2024   |
| ------------------ | ---- | ------ |
| Număr de persoane: | 1001 | 1006   |
| Diferență:         |      | +0,49% |